# Siège de Pontoise
Guerre de Cent Ans
Batailles
Le siège de Pontoise (6 juin - 19 septembre 1441) a lieu pendant la guerre de Cent Ans. Les forces françaises dirigées par le roi Charles VII assiègent et capturent le dernier bastion anglais en Île-de-France, éliminant la menace anglaise contre Paris.

## Contexte
Pour la campagne de 1441, le roi Charles VII rassemble une armée de 5 000 hommes dirigée par lui-même et le connétable Arthur de Richemont et accompagnée d'un puissant train d'artillerie lourde dirigé par Jean Bureau,. La ville et le château de Creil sont assiégés le 8 mai. Les remparts sont battus en brèche par les canons français et la garnison anglaise de William Peyto se rend le 25 mai.

## Siège
Pontoise et sa garnison de 1 000 à 1 200 soldats sont l'objectif stratégiques suivant et sont assiégés le 6 juin. La garnison française à Louviers construit un fort sur la Seine pour entraver de ravitaillement de Pontoise depuis Rouen alors que le commandant anglais John Talbot envoie des approvisionnements et des canons à Pontoise à partir de la mi-mai. Charles fait de l'abbaye de Maubuisson son quartier général. Prigent VII de Coëtivy établit un pont flottant sur l'Oise et capture l'abbaye de Saint-Martin à l'extérieur des murs de la ville. Les canons de Bureau pilonnent la barbacane à l'extrémité du pont de la ville pendant 15 jours et la position tombe aux mains des Français,. L'artillerie change alors d'emplacement et commence à bombarder la ville.
Du 16 juin au 5 septembre, Talbot interrompt le siège à cinq reprises avec une armée de secours en envoyant des troupes et des provisions par la porte amont de la ville,. Charles ordonne au connétable de ne pas engager Talbot. L'arrivée d'une autre armée de secours de 900 hommes d'armes et 2 700 archers sous la direction de Richard d'York à la mi-juillet et une attaque de diversion par Talbot ne déloge pas les Français de leurs positions fortifiées,. Le duc d'York se livre à des escarmouches avec les Français qui interrompent le siège. York traverse et retraverse l'Oise à plusieurs reprises et s'applique à désorganiser l'approvisionnement de l'armée de siège depuis Paris mais il est lui-même à court d'approvisionnement et se retire en Normandie à la mi-août,.
Après la retraite de York, Charles reprend le siège et les bombardements le 16 août,. Le 16 septembre, une force sous les sires de Lohéac et de Bueil monte à l'assaut à travers une brèche dans les remparts et capture l'église de Notre-Dame, tuant 24 des 30 défenseurs anglais. Un assaut général le 19 septembre aboutit à la destruction complète de la garnison anglaise avec 400-500 tués et des centaines de prisonniers, y compris le commandant de la garnison Lord Clinton, face à des pertes françaises minimes,.

## Conséquences
Conformément aux lois de la guerre, la capture de Pontoise par assaut plutôt que par capitulation met la population à la merci de Charles et conduit à la saisie de tous ses biens. Clinton et la plupart de ses officiers sont libérés contre une rançon. Ceux qui n'ont pas été rachetés sont noyés en public. Le dernier bastion anglais en Île-de-France était tombé.

## Citations
1. 1 2 3 4 5  Barker 2010, p. 287.
2. 1 2 3 4 5 6 7 8 9 10 11  Wagner 2006, p. 261.
3. 1 2 3  Barker 2010.
4. 1 2 3  Barker 2010, p. 288.
5. 1 2  Barker 2010, p. 291.
6. 1 2 3 4  Barker 2010, p. 292.